# Свети Ђорђе (Румунија)
Свети Ђорђе (рум. Sfântu Gheorghe, мађ. Sepsiszentgyörgy) град је у средишњем делу Румуније, у историјској покрајини Трансилванија. Свети Ђорђе је управно средиште округа Ковасна.
Свети Ђорђе према последњем попису из 2021. године има 50.080 становника.

## Географија
Свети Ђорђе налази се у југоисточном делу историјске покрајине Трансилваније, 20ак км северно од великог града Брашова. Свети Ђорђе је смештен у земљи Секеља, у горњем току реке Олт. Источно од града уздиже се главно било Карпата.

## Историја
Према државном шематизму православног клира Угарске 1846. године место је имало 32 породице, уз које припадају још 19 филијарних, 6 из Симерије и 4 из Малнаш Олцеме. Православни парох је био тада поп Георгије Поповић.

## Становништво
У односу на попис из 2002, број становника на попису из 2011. се смањио.
| 1966.  | 1977.  | 1992.  | 2002.  | 2011.  |
| ------ | ------ | ------ | ------ | ------ |
| 20.768 | 40.804 | 68.359 | 61.512 | 56.006 |

Свети Ђорђе је одувек био у области Мађара Секеља, па је и данас задржао ово обележје. Заправо, то је један од градова са најмањим уделом Румуна у целој Румунији. По последњем попису национална структура је:
- Мађари - 75%
- Румуни - 23%
- Роми - 1,5%

## Знаменитости
Свети Ђорђе је као једно од седишта Мађара Секеља има бројне културно-образовне установе везане за ову мањину.

## Партнерски градови
- Краљовски Хлмец
- Цеглед
- Кањижа
- Кишкунхалаш
- Ференцварош
- Гиватаим